# Carrer de Sant Llorenç (Reus)
El Carrer de Sant Llorenç és un carrer dde Reus (Baix Camp) inclòs en l'Inventari del Patrimoni Arquitectònic de Catalunya.

## Descripció
Neix a la plaça de Prim i acaba al Camí de Riudoms. Presenta simetria entre els diferents edificis del conjunt amb alçada, amplada i profunditat regular en tot el carrer. Els edificis conserven el pla de la façana. Obertures rectangulars que en els balcons tenen baranes de ferro forjat. Gairebé tots els murs estan arrebossats i amb molt poca decoració.
La tipologia del conjunt és unitària, amb comerços i habitatges en planta baixa i pisos. A l'indret hi ha també algun local industrial. Tot el carrer conserva bastant les característiques arquitectòniques de l'època, sense massa reformes a la façana dels edificis.

## Història
El carrer es devia originar amb l'eixample urbà del segle xviii, com ho demostraria l'existència de diversos edificis, alguns malauradament enderrocats, com el modernista de La Patacada, que acollí, abans de la construcció modernista, un important local d'esbarjo, actiu ja el 1822.
Durant el segle xix es mantingué com a carrer d'hàbitat prestigiós, com ho demostra la construcció de la Casa Miró (1905). Es pot considerar com un clar exponent de zona de creixement urbà amb la barreja de locals industrials i de residència. Hi havia també la principal fàbrica de teixits i filats de cotó de la ciutat, La Fabril Cotonera, fundada el 1846 i amb Macià Vila i Mateu com a principal accionista i director. Ocupava dues grans illes de 25.000m², 9.400 dels quals eren edificats. Actualment, i en uns locals molt desfigurats, hi ha la Facultat de Medicina.